# Prepseudatrichia pakhuisensis
Prepseudatrichia pakhuisensis är en tvåvingeart som först beskrevs av Kelsey 1976.  Prepseudatrichia pakhuisensis ingår i släktet Prepseudatrichia och familjen fönsterflugor. Inga underarter finns listade i Catalogue of Life.